# Titiribí
Titiribí là một khu tự quản thuộc tỉnh Antioquia, Colombia. Thủ phủ của khu tự quản Titiribí đóng tại Titiribí Khu tự quản Titiribí có diện tích 142 ki lô mét vuông. Đến thời điểm ngày 28 tháng 5 năm 2005, khu tự quản Titiribí có dân số 10867 người.